# Patapon
Patapon är ett spel som kombinerar realtidsstrategi och rytmspel utvecklat till Playstation Portable. Utmärkande för spelets utseende är dess mycket begränsade användning av färger. Spelet fick två stycken uppföljare till samma konsol. Patapon 2 som gavs ut under 2008 i Japan och 2009 i resten av världen samt Patapon 3 som gavs ut under 2011 över hela världen.

## Mottagande
IGN gav spelet 9,2 av 10 i betyg och anser att Patapon inte bara är ett av de bästa rytmspelen någonsin släppta utan också en av de bästa titlarna till PSP. GameSpot gav Patapon 9,0 av 10 och nämnde spelets superba design och innovativa spelmekanik. 1UP.com gav spelet ett A. Metacritic har ett hopsamlat medelbetyg på 86/100 från recensioner och 8,8 av 10 från användarbetyg. Spelet har i januari 2009 sålt i över 229 000 ex i USA.
GameSpot nominerade spelet i sin "Best of 2008"-tävling. Spelet nominerades i "Bästa grafik", "Bästa originella musik", "Bästa originella spelmekanik", "Mest innovativa spel", "Bästa rytmspel" och "Bästa PSP-spel" och vann 2 av dessa utmärkelser.